# Carlton Miniott
Carlton Miniott – wieś w Anglii, w hrabstwie North Yorkshire, w dystrykcie (unitary authority) North Yorkshire. Leży 36 km na północny zachód od miasta York i 314 km na północ od Londynu.